# Srebrny Lew
Srebrny Lew (wł. Leone d’argento) – nagroda przyznawana w różnych kategoriach na Międzynarodowym Festiwalu Filmowym w Wenecji. Przyznawana jest ona nieregularnie i w swojej historii była licznie modyfikowana. Do 1995 uchodziła za nagrodę dla filmu, który zajął drugie miejsce w konkursie głównym festiwalu (laureat pierwszego miejsca otrzymuje Złotego Lwa). W międzyczasie nagrody przyznawane były również za najlepszy debiut, film krótkometrażowy czy scenariusz. Obecnie regulamin festiwalu zaznacza, iż nagroda wędruje dla najlepszego reżysera danej edycji imprezy.

## Laureaci Srebrnego Lwa

### 1953-1957
W latach 1953–1957 nagrodę przyznawano jako drugą nagrodę festiwalu − laureata wybierano pośród biorących udział w Konkursie Głównym o Złotego Lwa.
- 1953:
  - Mały uciekinier (Little Fugitive) reż. Ray Ashley, Morris Engel oraz Ruth Orkin
  - Moulin Rouge reż. John Huston
  - Sadko reż. Aleksandr Ptuszko
  - Teresa Raquin (Thérèse Raquin) reż. Marcel Carné
  - Opowieści księżycowe (Ugetsu) reż. Kenji Mizoguchi
  - Wałkonie (I vitelloni) reż. Federico Fellini
- 1954:
  - Na nabrzeżach (On the Waterfront) reż. Elia Kazan
  - Zarządca Sanshō (Sansho the Bailiff) reż. Kenji Mizoguchi
  - Siedmiu samurajów (Seven Samurai) reż. Akira Kurosawa
  - La strada reż. Federico Fellini
- 1955:
  - Przyjaciółki (Le amiche) reż. Michelangelo Antonioni
  - Wielki nóż (The Big Knife) reż. Robert Aldrich
  - Dziecko potrzebuje miłości (Ciske de Rat) reż. Wolfgang Staudte
  - Trzpiotka (The Cricket) reż. Samson Samsonow
- 1956: nagrody nie przyznano
- 1957: Białe noce (Le notti bianche) reż. Luchino Visconti

### 1958-1982
- 1958-1965: nagrody nie przyznawano
- 1966 – Chappaqua – Conrad Rooks
- 1967–1982: nagrody nie przyznawano

### 1983–1987
W latach 1983–1987 nagrodę przyznawano za najlepszy debiut reżyserski
- 1983: Rue cases nègres reż. Euzhan Palcy
- 1984: Sonatine reż. Micheline Lanctôt
- 1985: Dust reż. Marion Hänsel
- 1986: Król i jego film (A King and His Movie) reż. Carlos Sorin
- 1987:
  - Niech żyje czcigodna pani! (Lunga vita alla signora!) scen. Ermanno Olmi (najlepszy scenariusz)
  - Maurycy (Maurice) reż. James Ivory (najlepsza reżyseria)

### 1988–1994
W latach 1988–1994 nagrodę przyznawano filmowi lub kilku filmom nominowanym do Złotego Lwa
- 1988: Pejzaż we mgle (Topio stin omihli) reż. Teo Angelopoulos
- 1989:
  - Wspomnienia z Żółtego Domu (Recordações da Casa Amarela) reż. João César Monteiro
  - Śmierć herbacianego mistrza (Sen no Rikyu: Honkakubô ibun) reż. Kei Kumai (najlepsza reżyseria)
- 1990: nie przyznano
- 1991:
  - Zawieście czerwone latarnie (Dà hóng denglong gaogao guà) reż. Zhang Yimou
  - Fisher King (The Fisher King) reż. Terry Gilliam
  - Nie słyszę już gitary (J'entends plus la guitare) reż. Philippe Garrel
- 1992:
  - Hotel de lux reż. Dan Pița
  - Szynka, szynka (Jamón, jamón) reż Bigas Luna
  - Serce jak lód (Un coeur en hiver) reż. Claude Sautet
- 1993: Kosh ba kosh – Bachtijar Chudojnazarow
- 1994:
  - Niebiańskie stworzenia (Heavenly Creatures) reż. Peter Jackson
  - Mała Odessa (Little Odessa) reż. James Gray
  - Byk (Il toro) reż. Carlo Mazzacurati
- 1995 – obecnie: nie przyznaje się nagród w tej formie

## Srebrny Lew za najlepszy scenariusz
Srebrnego Lwa w tej kategorii przyznano tylko raz, nagrodą główną festiwalu w tej dziedzinie jest Złota Osella.
- 1990: Sirup, scen. Helle Ryslinge

## Srebrny Lew za najlepszy film krótkometrażowy
- 1996: O Tamaiti, reż. Sima Urale
- 1997–1998: nie przyznano
- 1999: Portret tonącego młodzieńca (Portrait of a Young Man Drowning), reż. Teboho Mahlatsi
- 2000: A Telephone Call for Genevieve Snow, reż. Peter Long
- 2001: Freunde, reż. Jan Krüger
- 2002: Clown, reż. Irina Evteeva
- 2003: Neft, reż. Murad Ibragimbekov
- 2004: Signe d’appartenance, reż. Kamel Cherif
- 2005: Xiaozhan, reż. Chien-ping Lin
- 2006: Comment on freine dans une descente?, reż. Alix Delaporte
- 2007: Dog Altogether, reż. Paddy Considine
- 2008-obecnie: nie przyznaje się nagród w tej kategorii

## Srebrny Lew za najlepszy debiut
- 2006: Złote wrota (Nuovomondo), reż. Emanuele Crialese